# Новосёловка (Подольский район)
Новосёловка (укр. Новоселівка) — село, относится к Подольскому району Одесской области Украины.
Население по переписи 2001 года составляло 1640 человек. Почтовый индекс — 66360. Телефонный код — 4862. Занимает площадь 1,82 км². Код КОАТУУ — 5122985601.

## История
В 1945 г. Указом ПВС УССР объединены села Новосёловка и Софиевка.

## Местный совет
66363, Одесская обл., Подольский р-н, с. Новосёловка